# Керман
Керман (перс. کرمان) — місто на південному сході Ірану, адміністративний центр остана Керман. Торгово-транспортний пункт. Розвинене кустарно-ремісниче виробництво (килимів, шалей та ін.), харчова та текстильна промисловість, виробництво будматеріалів. В районі Кермана — видобуток кам'яного вугілля та залізної руди.

## Клімат
Місто знаходиться у зоні, котра характеризується кліматом тропічних степів. Найтепліший місяць — липень із середньою температурою 29.4 °C (85 °F). Найхолодніший місяць — січень, із середньою температурою 5 °С (41 °F).
| Клімат Кермана          | Клімат Кермана | Клімат Кермана | Клімат Кермана | Клімат Кермана | Клімат Кермана | Клімат Кермана | Клімат Кермана | Клімат Кермана | Клімат Кермана | Клімат Кермана | Клімат Кермана | Клімат Кермана | Клімат Кермана |
| Показник                | Січ.           | Лют.           | Бер.           | Квіт.          | Трав.          | Черв.          | Лип.           | Серп.          | Вер.           | Жовт.          | Лист.          | Груд.          | Рік            |
| Абсолютний максимум, °C | 22             | 22             | 32             | 32             | 40             | 40             | 42             | 42             | 37             | 32             | 28             | 21             | 42             |
| Середній максимум, °C   | 8              | 12             | 17             | 22             | 28             | 33             | 33             | 32             | 29             | 24             | 17             | 12             | 23             |
| Середня температура, °C | 5              | 8              | 12             | 18             | 23             | 28             | 29             | 27             | 23             | 19             | 11             | 8              | 18             |
| Середній мінімум, °C    | 1              | 3              | 8              | 13             | 18             | 23             | 24             | 21             | 18             | 13             | 6              | 3              | 13             |
| Абсолютний мінімум, °C  | −12            | −12            | −6             | 0              | 2              | 7              | 12             | 7              | 0              | −2             | −11            | −14            | −14            |
| Норма опадів, мм        | 30             | 20             | 30             | 20             | 10             | 0              | 0              | 0              | 0              | 0              | 0              | 20             | 170            |
| ----------------------- | -------------- | -------------- | -------------- | -------------- | -------------- | -------------- | -------------- | -------------- | -------------- | -------------- | -------------- | -------------- | -------------- |
| Джерело: Weatherbase    |                |                |                |                |                |                |                |                |                |                |                |                |                |

## Історія

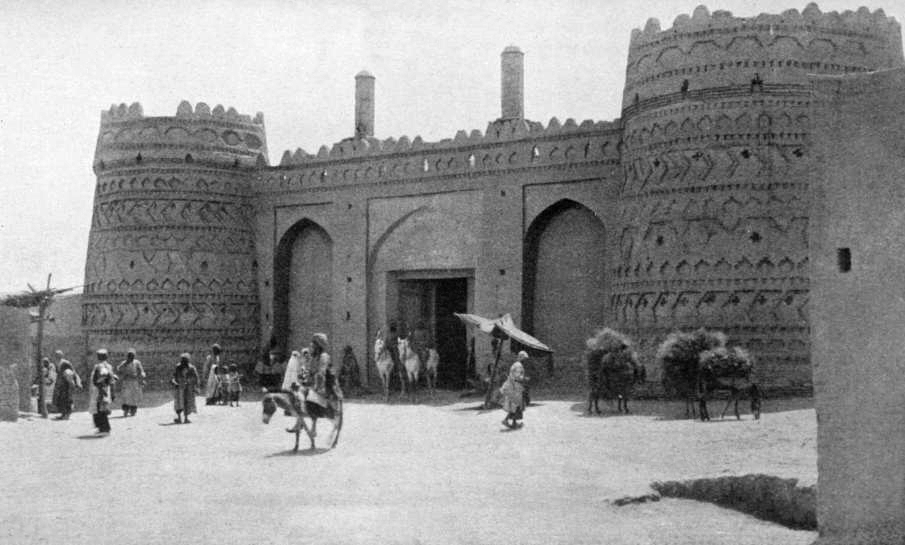
Ворота Масджид, через які Ага Мохаммед Хан увійшов в місто

У 1794 місто як останній оплот династії Зендів було в облозі військ Ага Мохаммеда Шаха Каджара. Після піврічної облоги місто було пограбовано. Керман на три місяці було віддано воїнам, більшість містян перебили, 20 тисяч чоловіків засліпили, 8 тисяч жінок віддали на потіху воїнам, а решту обернули на рабів. З 600 відрубаних голів полонених була складена піраміда. Останній зендський правитель Лутфі-Алі-хан був засліплений і потім четвертований.

## Населення
- 1971 — 88 000
- 2006—636 242

## Галерея

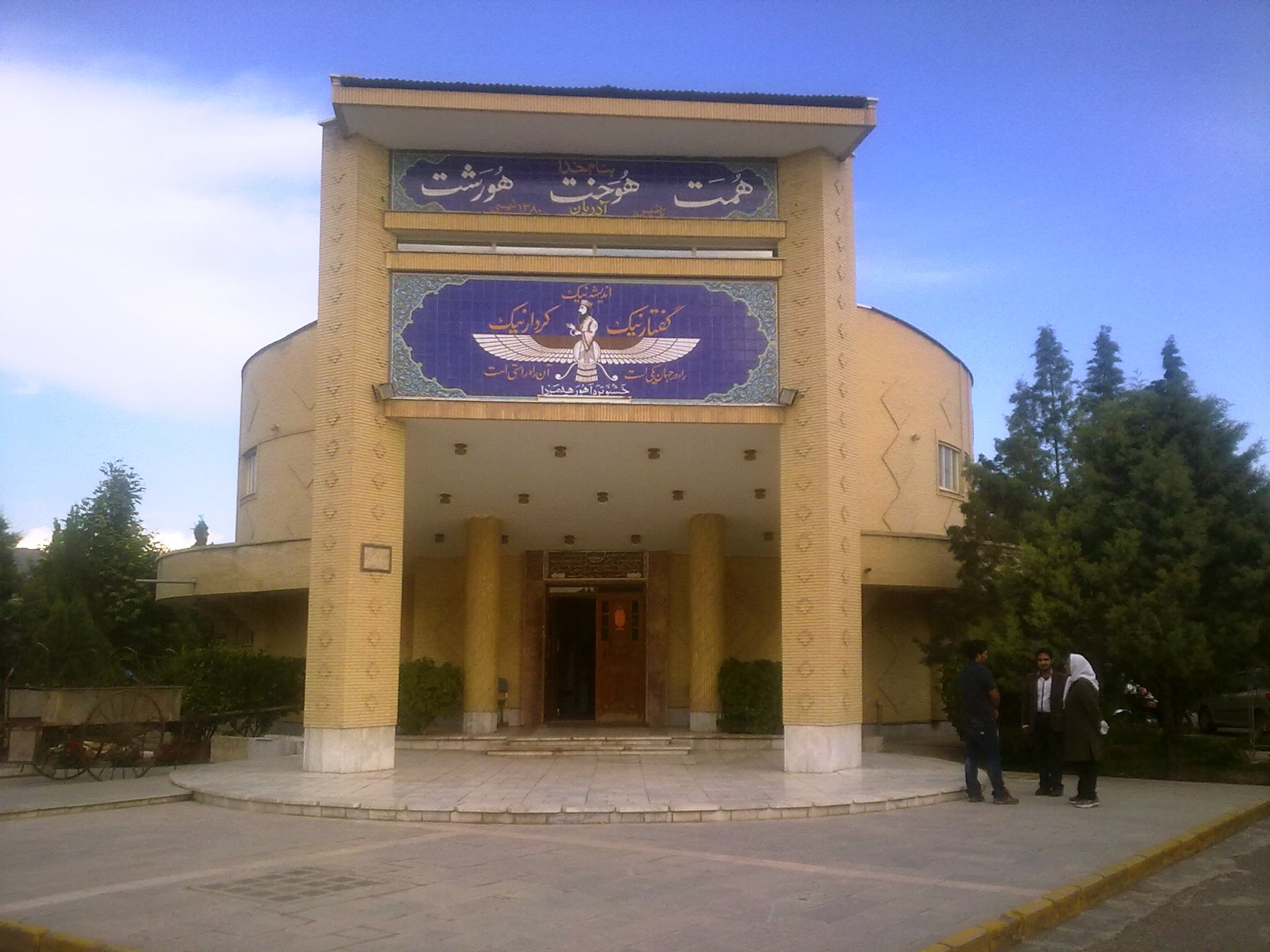
Музей зороастризму
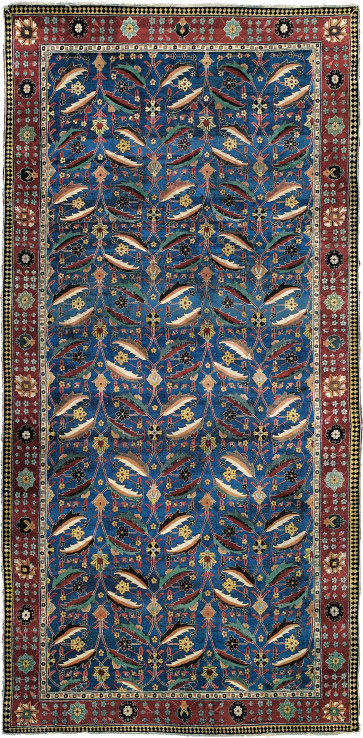
Килим виготовлений у Кермані
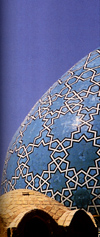
Архітектурна пам'ятка старовини